# Liza Grimm
Liza Grimm (* 16. November 1992 in Neustadt an der Weinstraße; bürgerlich Jennifer Jäger) ist eine deutsche Autorin und Streamerin. Sie veröffentlicht überwiegend Fantasyromane und schrieb im Jahr 2019 erstmals einen Gastroman im Rahmen der Science-Fiction-Heftroman-Serie Perry Rhodan.

## Leben
Liza Grimm machte 2011 am Röntgen-Gymnasium Würzburg ihr Abitur. Anschließend studierte sie Germanistik, zunächst in Würzburg, dann in München, und schloss 2016 ab. Sie arbeitete als freiberufliche Marketingberaterin für Verlage und Selfpublisherautoren. Außerdem war sie unter ihrem Geburtsnamen Jennifer Jäger als Chefredakteurin für die Zeitschrift Der Selfpublisher tätig.
2013 gründete sie mit der Schreibnacht ein Schreibforum. Einmal im Monat findet ein Online-Event statt, bei dem die Mitglieder eine Nacht gemeinsam schreiben und Special Guests Fragen beantworten. Zu Gast waren u. a. Markus Heitz, Cornelia Funke und Alexander Kopainski.
Grimm schreibt seit ihrem fünfzehnten Lebensjahr und veröffentlichte 2010 ihr erstes Buch im Selfpublishing unter dem Namen Jennifer Jäger. 2018 erschien als Liza Grimm mit Die Götter von Asgard ihre erste Veröffentlichung im Verlag bei Droemer Knaur. Dort arbeitete sie zu diesem Zeitpunkt auch als Lektorin im Bereich Fantasy & Science Fiction.
Das im Oktober 2021 erschienene Buch Talus – Die Magie des Würfels erreichte im gleichen Monat als Neueinstieg Platz 20 der Spiegel-Bestsellerliste in der Kategorie Paperback Belletristik. Das im April 2025 erschienene Buch Eislotus erreichte im gleichen Monat als Neueinstieg Platz 8 der Spiegel-Bestsellerliste in der Kategorie Paperback Belletristik.
Grimm fühlte sich geehrt, als Perry-Rhodan-Chefredakteur Klaus N. Frick sie eines Tages auf der Buchmesse fragte, ob sie einen Roman für die Perry-Rhodan-Serie schreiben wolle. Das Schreiben des Romans nach der Lektüre einiger Romane der Serie sei „definitiv“ eine Herausforderung gewesen. Das Perry-Rhodan-Team habe sie aber unterstützt und ihre Fragen geduldig beantwortet. Es sei eine bereichernde Erfahrung gewesen.
Das Pseudonym Liza Grimm geht auf den Mädchennamen ihrer Großmutter zurück. Jägers Urgroßvater (Familienname Grimm) habe ihr, als sie noch ein kleines Mädchen war, erzählt, die Familie stamme von den Brüdern Grimm ab, was aber wahrscheinlich nicht stimmte. Dennoch habe dies in der kleinen Jennifer wohl die Leidenschaft für Märchen, Legenden und Sagen entfacht. Nach ihrer eigenen Aussage hat sich Grimm dazu entschlossen, das Pseudonym zu verwenden, da es zu Verwechslungen mit der fast namensgleichen Autorenkollegin Jennifer Jager kam.

## Auszeichnungen
- 2023 LovelyBooks Community Award Silber in der Kategorie Fantasy & Science Fiction für Talus – Die Runen der Macht.[11]

## Werke

### Romane (als Liza Grimm)
- Die Götter von Asgard. Droemer Knaur, München 2018, ISBN 978-3-426-52252-3.
- Die Helden von Midgard. Droemer Knaur, München 2019, ISBN 978-3-426-52371-1.
- Totenschiff. (Perry-Rhodan-Heftroman Nr. 3012), Pabel-Moewig Verlag, Rastatt 2019, ISBN 978-3-8453-6012-6.
- Talus – Die Hexen von Edinburgh. Droemer Knaur, München 2020, ISBN 978-3-426-52628-6.
- Talus – Die Magie des Würfels. Droemer Knaur, München 2021, ISBN 978-3-426-52629-3.
- Hinter den Spiegeln so kalt. Droemer Knaur, München 2022, ISBN  978-3-426-52877-8.
- Talus – Die Runen der Macht. Droemer Knaur, München 2023, ISBN 978-3-426-53018-4.
- Unfollow me. Vom Fluch gezeichnet, von Liebe verfolgt. Knaur TB, München 2024, ISBN 978-3-426-52878-5.
- Die Bücher der Macht 1 – Eislotus. Wasser findet seinen Weg. Knaur TB, München 2025, ISBN 978-3-426-56154-6.

### Romane (als Jennifer Jäger)
- Melodie der Finsternis. AAVAA-Verlag, Berlin 2010, ISBN 978-3-86254-197-3.
- Saphirtränen 3 – Verlorene Wahrheiten BookRix, München 2012 ISBN 978-3-7309-0164-9.
- Saphirtränen 1 – Niamhs Reise. BookRix, München 2013, ISBN 978-3-7309-5548-2.
- Saphirtränen 2 – Zeit der Begegnungen. BookRix, München 2014 ISBN 978-3-95500-742-3.
- Traumlos: Im Land der verlorenen Seelen. Carlsen Impress, Hamburg 2013, ISBN 978-3-646-60002-5.
- Traumlos: Im Tal der vergessenen Hoffnungen. Carlsen Impress, Hamburg, 2014, ISBN 978-3-646-60035-3.

### In Anthologien
- Mängelexemplare: Dystopia. Hrsg. Constantin Dupien, Amrûn Verlag, Traunstein 2014, ISBN 978-3-944729-41-1.
- Zimtsternküsse1: Weihnachtliche Liebesgeschichten. Hrsg. Cat Lewis, Amrûn Verlag, Traunstein 2015, ISBN 978-3-95869-032-5.

### Sonstiges
- 2021: H.O.R.D.E. (PnP-Rollenspiel) live auf Twitch (mit: Gronkh, Pandorya, Phunk Royal, Marvin Clifford, Sanifox)[12]